# Ameles decolor
Ameles decolor is een bidsprinkhaan uit de familie van de Mantidae.
De soort heeft een lengte van 20 tot 27 millimeter. De kleur is bruin tot grauw. De vrouwtjes hebben zeer korte vleugels, 4,5 tot 7 millimeter, en kunnen niet goed vliegen. De vleugels van de mannetjes zijn langer, tussen de 17 en 24 millimeter, steken van achteren uit, en zij kunnen wel goed vliegen. De soort komt voor in Zuid-Europa en Noord-Afrika. De volwassen dieren zijn te vinden van augustus tot oktober.